# 罗哈莱斯
罗哈莱斯，是西班牙巴伦西亚自治区阿利坎特省的一个市镇。总面积28km2，总人口8489人（2001年），人口密度303人/km2。